# Kai-Oliver Detken

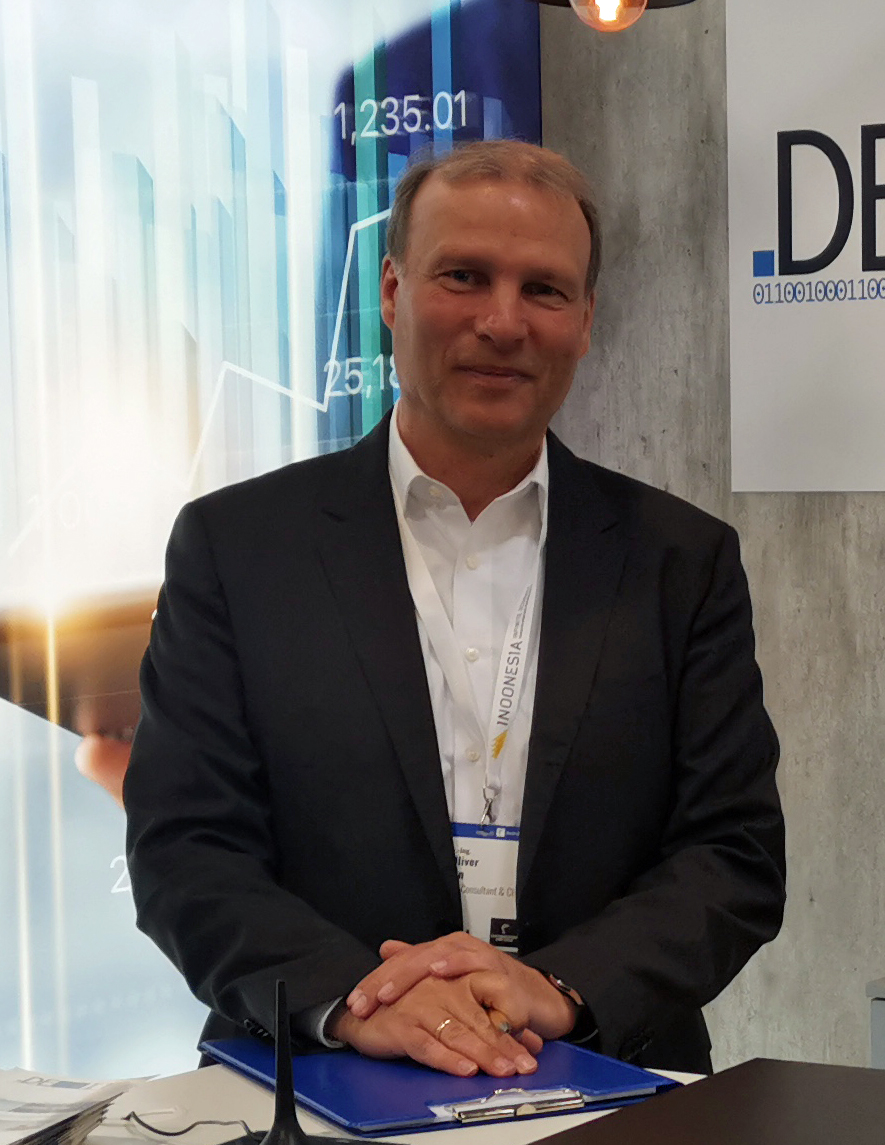
Kai-Oliver Detken auf einer Messe im Jahr 2023

Kai-Oliver Detken (* 21. Februar 1968 in Hamburg) ist ein deutscher Fachbuchautor, IT-Unternehmensberater, Hochschuldozent und Unternehmer.

## Biografie
Kai-Oliver Detken studierte von 1989 bis 1993 Nachrichten-/Elektrotechnik an der Hochschule Bremen, anschließend von 1993 bis 1996 Informationstechnik an der Universität Bremen. Er promovierte im Bereich der Informatik, ebenfalls an der Universität Bremen, im Jahre 2002.
Zwischen 1997 und 2020 schrieb Detken Fachbücher zu den Themen ATM, Internet-Protokolle, Security, Voice-over-IP (VoIP), LAN-Technologien, Virtual Private Networks (VPN) und Datensicherheit. Seit 2007 beteiligt er sich eher an Loseblattwerken verschiedener Verlage oder Buchbeiträgen von Konferenzen (z. B. D.A.CH Security, IDAACS). Zusätzlich ist er als freier Autor für verschiedene Verlage tätig (u. a. NET Verlagsservice, Wirtschaftsverlag), ständiger Mitarbeiter der Fachzeitschrift „NET – Zeitschrift für Kommunikationsmanagement“, hält Vorträge auf diversen Fachkonferenzen und Schulungen für nationale Schulungsanbieter (z. B. SIGS-DATACOM).
2001 gründete Detken das Unternehmen Detken Consultancy and Internet Technologies (DECOIT) e.K. in Bremen, welches sich mit Beratung, Implementierung und Entwicklung von IT-Systemen beschäftigt. Im Jahr 2003 wurde die Firma in eine GmbH umgewandelt und nur noch das Akronym DECOIT verwendet. Das Unternehmen besitzt seine besonderen Stärken im Bereich Open Source und bringt sich neben dem Tagesgeschäft in diverse Forschungsprojekte seit seiner Gründung ein. Seit 2007 ist der Schwerpunkt dabei auf Sicherheitslösungen gelegt worden, die sich hauptsächlich um die Ansätze Trusted Computing und Security Information and Event Management (SIEM) drehen. Viele dieser Forschungsprojekte begleitete Detken seit 2009 aktiv als Projektleiter. Im Jahr 2022 wurde das Unternehmen in eine GmbH & Co. KG überführt.
Ebenfalls seit 2001 ist Detken Dozent an der Hochschule Bremen. Zuerst im Fachbereich Medieninformatik und anschließend im Fachbereich Technische Informatik, in denen er für Rechnernetze und Telekommunikation zuständig war. Zwischen den Jahren 2001 und 2003 war er ebenfalls an der Hochschule Bremerhaven im Fachbereich der Medieninformatik für Videotechnik, Videoconferencing und Telelearning tätig. Aufgrund seiner langjährigen Dozenten-Tätigkeit an der Hochschule Bremen wurde er 2008 dort zum Honorarprofessor ernannt. Im Jahr 2016 übernahm er temporär im Internationalen Frauenstudiengang Informatik (IFI) das Fach Rechnerarchitekturen und gab seine vorherige Rechnernetze-Vorlesung ab. Seit 2017 konzentriert er sich ausschließlich an der Hochschule Bremen auf den Internationalen Studiengang Medieninformatik (ISM) und lehrt dort das Wahlpflichtfach Unternehmensmanagement.
Neben seiner beruflichen Tätigkeit ist Kai-Oliver Detken seit 2012 noch als zweiter Vorsitzender in der Astronomischen Vereinigung Lilienthal (AVL) tätig. Seit 2007 ist er Mitglied dieses Vereins, der sich zum Ziel gesetzt hat, die ursprünglichste Form der Natur (das Weltall) durch Beobachtung, in der Fotografie, in Veranstaltungen und in Vorträgen gemeinsam zu erleben. Man will dadurch auch an die große astronomische Geschichte Lilienthals erinnern, die durch den Oberamtmann Johann Hieronymus Schroeter Anfang des 19. Jahrhunderts begann. Detken selbst ist ein engagierter Hobby-Astronom, der in verschiedenen Fachgruppen der AVL und der Vereinigung der Sternfreunde (VdS) im Bereich der Astrofotografie aktiv ist. Seit dem Jahr 2023 ist er Mitautor des CCD-Guides des Vereins Astronomischer Arbeitskreis Salzkammergut (AAS), der Referenzaufnahmen von renommierten Astrofotografen jährlich veröffentlicht. Inzwischen ist er seit 2021 auch im Vorstand der VdS als Beisitzer tätig und Leiter der VdS-Arbeitsgruppe „Remote-Sternwarten“. Er hat seit 2009 diverse astronomische Veröffentlichungen für verschiedene Vereins- und Fachzeitschriften geschrieben und Fachvorträge gehalten.

## Fachbücher
- mit Evren Eren: Handbuch Datensicherheit: Datensicherheit in Kommunikation und Information – Handlungsempfehlungen für Kommunen. Kommunal- und Schul-Verlag GmbH & Co. KG, Wiesbaden 2020, ISBN 978-3-8293-1492-3.
- mit Evren Eren: VoIP Security – Konzepte und Lösungen für sichere VoIP-Kommunikation. hanser Verlag, München 2007, ISBN 3-446-41086-4.
- mit Evren Eren: Mobile Security – Risiken mobiler Kommunikation und Lösungen zur mobilen Sicherheit. hanser Verlag, München 2006, ISBN 3-446-40458-9.
- Echtzeitplattformen für das Internet – Grundlagen, Lösungsansätze der sicheren Kommunikation mit QoS und VoIP. Addison-Wesley Verlag, München 2002, ISBN 3-8273-1914-5.
- mit Evren Eren: Extranet – VPN-Technik zum Aufbau sicherer Unternehmensnetze. Addison-Wesley-Verlag, München 2001, ISBN 3-8273-1674-X.
- mit Evren Eren: Mobiles Internet – Planung, Konzeption und Umsetzung mit WAP. Addison-Wesley-Verlag, München 2001, ISBN 3-8273-1716-9.
- Local Area Networks – Grundlagen, Internetworking und Migration. Hüthig-Verlag, Heidelberg 1999, ISBN 3-7785-3911-6.
- ATM in TCP/IP-Netzen: Grundlagen und Migration zu High Speed Networks. Hüthig-Verlag, Heidelberg 1998, ISBN 3-7785-2611-1.
- GSM – „Global System for Mobile Communication“: der Mobilfunkstandard, (Standards, Protokolle, Techniken, Zukunftsaussichten). Wissenschaftsverlag Mainz, Auflage 1, Aachen 1997, ISBN 3-89653-221-9.